# Юггот
Юггот (англ. Yuggoth) — вигадана планета на краю Сонячної системи, яка з'являється в творчості Говарда Лавкрафта і міфах Ктулху. Лавкрафт ототожнює Юггот з Плутоном, проте його послідовники стверджують, що це величезна планета, що рухається по орбіті, перпендикулярної орбітах інших планет Сонячної системи десь за Нептуном.
Юггот вперше згадується в циклі сонетів Лавкрафта «Гриби з Юггота», більш конкретно описується вже в оповіданні «Шепочуть у темряві». Планета найвідоміша тим, що там розташована колонія Мі-го, яку використовують як перевалочний пункт на шляху з Землі в космос (до сузір'я Великої Ведмедиці) і назад. Міста  Мі-го побудовані з чорного каменю і складаються з будинків-веж без вікон. Сонце на Югготі світить не яскравіше інших зірок. Місто Мі-го розташований на краю безодні, в якій мешкає древня і страхітлива істота Ксаксаклут. Часом, коли воно піднімається з безодні, Мі-го змушені залишати місто.
Крім того, на Югготі Мі-го добувають цінний для них і невідомий для людей метал ток'л, які вони використовують як для виготовлення циліндрів для зберігання мізків, так і для інших цілей (наприклад, релігійних). 
Супутниками Юггота є Нитон (англ. Nithon), Тог і Ток.